# Eilica contacta
Eilica contacta är en spindelart som beskrevs av Norman I. Platnick 1975. Eilica contacta ingår i släktet Eilica och familjen plattbuksspindlar. Inga underarter finns listade i Catalogue of Life.